# Väiko-Serga
Väiko-Serga – wieś w Estonii, w prowincji Võru, w gminie Meremäe.